# Góry Kujū
Góry Kujū (jap. 九重山 Kujū-san; 九重連山 Kujū-renzan) – pasmo górskie na japońskiej wyspie Kiusiu (Kyūshū), w prefekturze Ōita. 

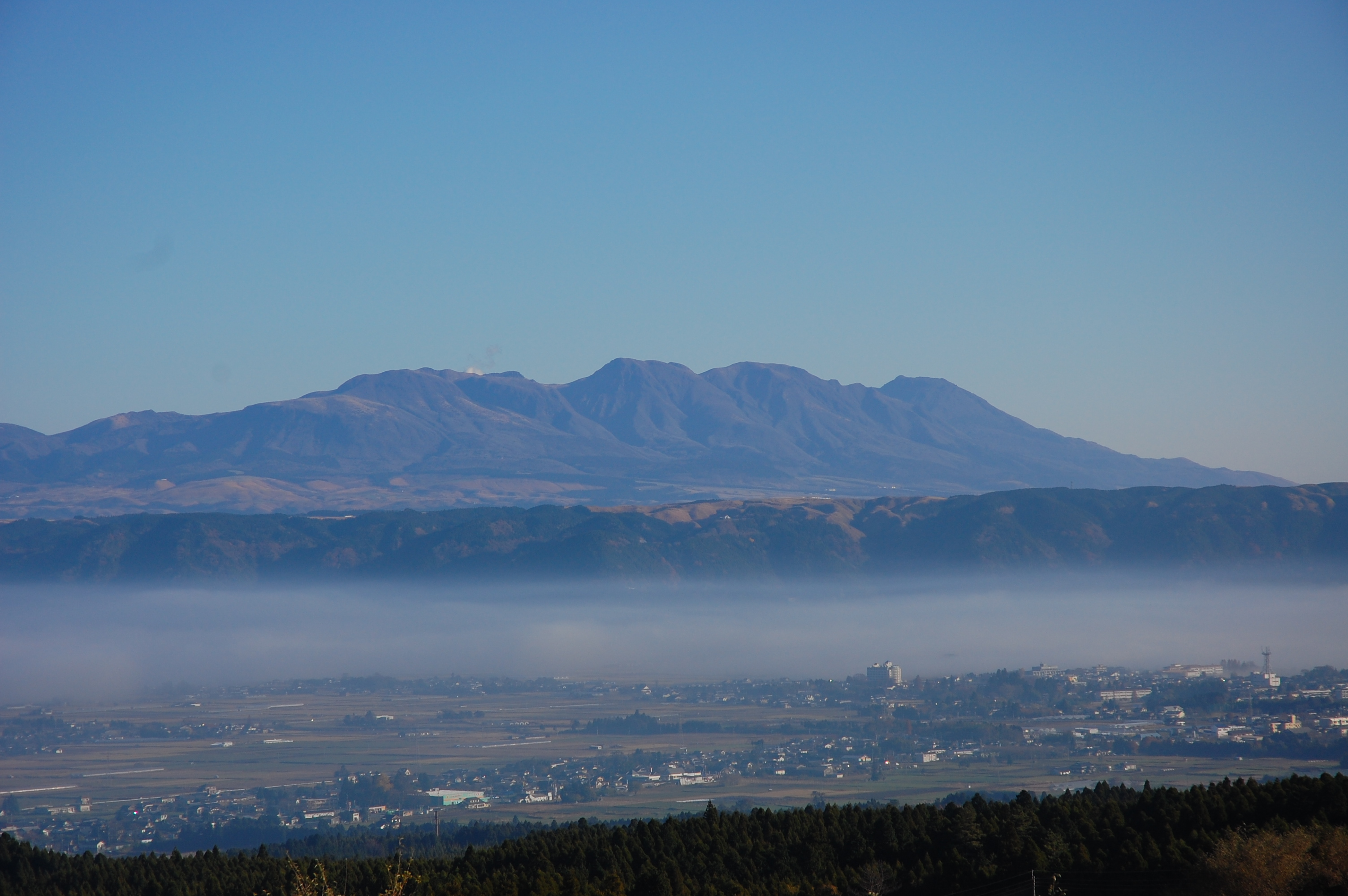
Pasmo górskie Kujū

Najwyższym wzniesieniem tych gór, a także całej wyspy Kiusiu, jest Naka-dake (中岳, 1 791 m). Pasmo to znajduje się na terenie Parku Narodowego Aso-Kujū.
Pasmo to, podobnie jak pasma Aso i Kirishima, nie jest traktowane jako część łańcucha gór Kiusiu.